# Johann Leonhard Herrlein
Johann Leonhard Herrlein (* 15. November 1752 in Fulda; † 25. Oktober 1814 in Wien) war ein deutscher Maler und Restaurator. Er stammte aus der Malerfamilie Herrlein.

## Leben
Johann Leonhard Herrlein erhielt seine Ausbildung in der Werkstatt seines Vaters Johann Andreas Herrlein in Fulda. 1779 ging er nach Wien und übernahm dort die Verwaltung der Gemäldesammlung von Nikolaus II. Fürst Esterházy, die heute wichtigster Bestand der Sammlungen des Szépművészeti Múzeum (Museum der Schönen Künste) in Budapest ist. Herrlein war damit verantwortlich für den Aufbau einer der wichtigsten europäischen Kunstsammlungen ihrer Zeit. Gleichzeitig war er, wie zuvor schon in Fulda, als Maler tätig.

## Werke (Auswahl)

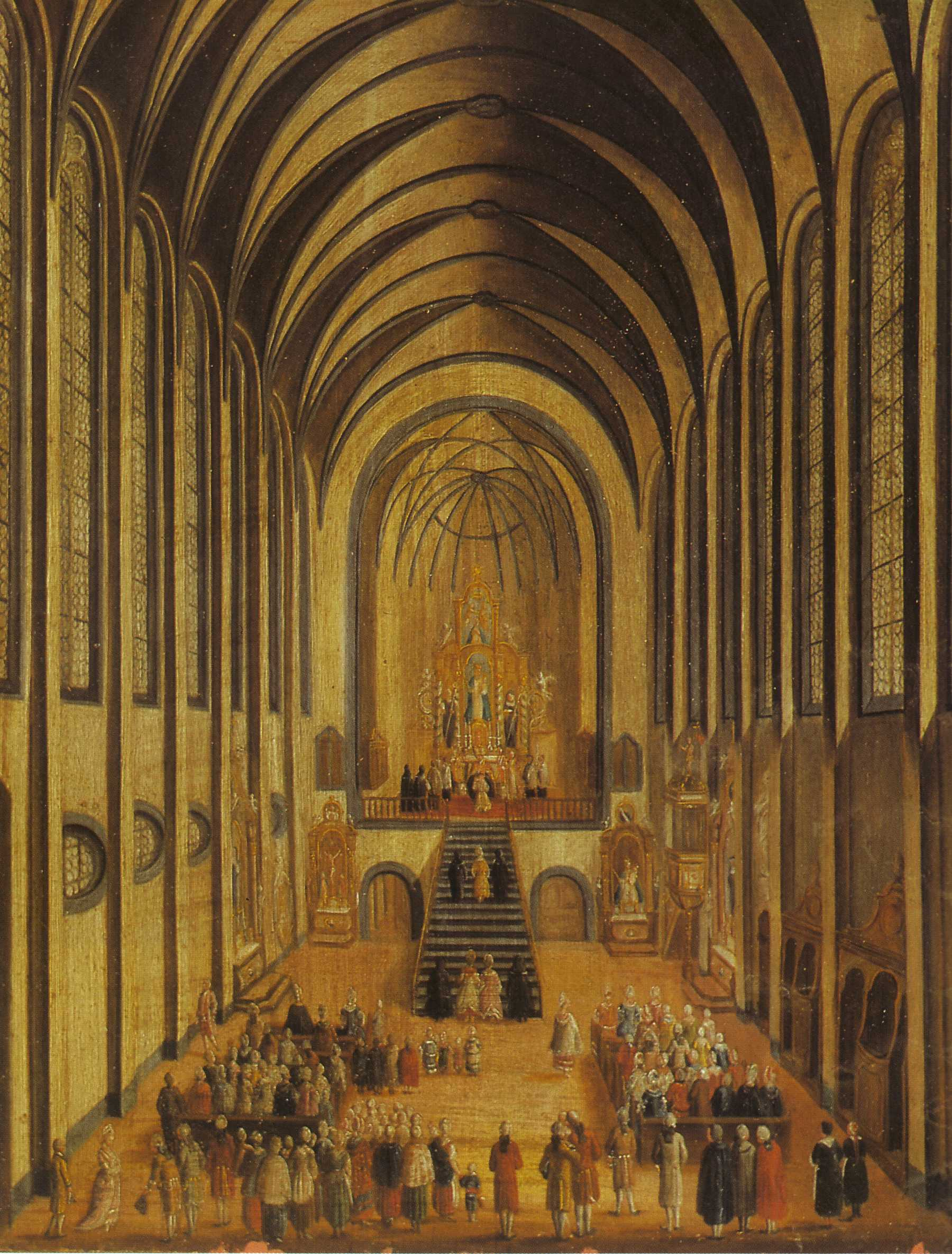
Johann Leonhard Herrlein: Benediktinerinnenkirche Fulda, um 1776

- Inneres der Domkirche zu Fulda, Gemälde, Vonderau-Museum, Fulda, 1776
- Landschaftsvedute mit Kohlhaus und Fuldabrücke, Gemälde, Vonderau-Museum, Fulda, vor 1779
- Birkhahnbalz, Gemälde, Vonderau-Museum, Fulda, um 1780
- Flußlandschaft am Stadtrand (von Wien?), Gemälde, Privatbesitz, Sulzbach, 1782

In Wien malte er außerdem 1779 in einem Haus in der Sternwartegasse ein Stiegenhaus al fresco mit Darstellungen aus der Landwirtschaft aus. 1786/1787 restaurierte er die Gemälde der Schottenkirche in Wien.